# Kwasowość potencjalna
Kwasowość potencjalna (bierna) – to sumaryczne, całkowite stężenie wszystkich związków chemicznych w układzie, spełniających definicję kwasów Bronstedta pomnożone przez średnią liczbę potencjalnie kwasowych atomów wodoru przypadającą na jedną cząsteczkę tych związków. Pojęcie to jest stosowane głównie w technologii żywności i czasami w mikrobiologii.
W uproszczeniu i niezbyt poprawnie można powiedzieć, że jest to stężenie wszystkich "kwasowych" atomów wodoru w układzie, niezależnie od tego czy występują one w formie jonowej czy też nie są zdysocjowane. Kwasowość potencjalna nie zależy zatem od mocy kwasów, lecz tylko od ich stężenia.
Kwasowość ta wyznaczana jest rutynowo za pomocą miareczkowania alkacymetrycznego w wersji dla słabych kwasów. Gdy w produktach spożywczych występują naturalne barwniki o intensywnym zabarwieniu, alkacymetryczne oznaczenie kwasowości z użyciem typowych wskaźników pH jest niemożliwe, gdyż barwniki te zasłaniają zmiany barwy wskaźników. W takich przypadkach stosuje się specjalne wskaźniki, które w punkcie miareczkowania zabarwiają się na ostry, charakterystyczny kolor, lub wykonuje miareczkowanie potencjometryczne.

## Jednostki kwasowości potencjalnej
Kwasowość potencjalną wyraża się w następujących jednostkach:
1. stężenie molowe
2. procent masowy – przeliczany na masę kwasu dominującego
3. stężenie procentowe – przeliczane na masę kwasu dominującego
4. stopnie Delbrücka
5. stopień Soxhleta-Henkla
6. stopień kwasowości.

## Kwas dominujący
Ze względu na to, iż surowce i produkty spożywcze zawierają już w swoim wiele różnych kwasów, przy ustalania procentowej kwasowości, stężenie wszystkich kwasów przelicza się tak jakby w układzie występował tylko kwas dominujący.
Kwasem dominującym w różnych przypadkach jest:
- kwas mlekowy – dla mleka i jego przetworów oraz ogórków kiszonych i kapusty kiszonej
- kwas cytrynowy – dla owoców jagodowych i cytrusowych
- kwas jabłkowy dla owoców ziarniakowych i pestkowych
- kwas winowy dla win z winogron
- kwas szczawiowy dla szczawiu i szpinaku
- kwas octowy dla marynat i innych produktów w których występuje ocet.